# Messerschmitt Me.163 Komet
Месершміт Ме.163 Комета (нім. Messerschmitt Ме.163 «Komet») — німецький ракетний винищувач-перехоплювач часів Другої світової війни. Перший літак у світовій авіації, що розвинув швидкість понад 1000 км/год.
Перший політ Me 163 A V4 здійснив 8 серпня 1941 на ракетному полігоні в Пенемюнде. Перший бойовий виліт було виконано 14 травня 1944. Загальні втрати становили 11 машин, а знищити вони зуміли 9 американських B-29. Випускався невеликою серією. До кінця 1944 року було поставлено 91 літак. Через малу кількість пального літак не міг здійснювати другий захід на ціль.
2 жовтня 1941 на літаку досягнута швидкість 1003,67 км/год, (число Маха 0,84). У 1944 льотчик-випробувач Руді Опіц досяг швидкості 1123 км/год. 

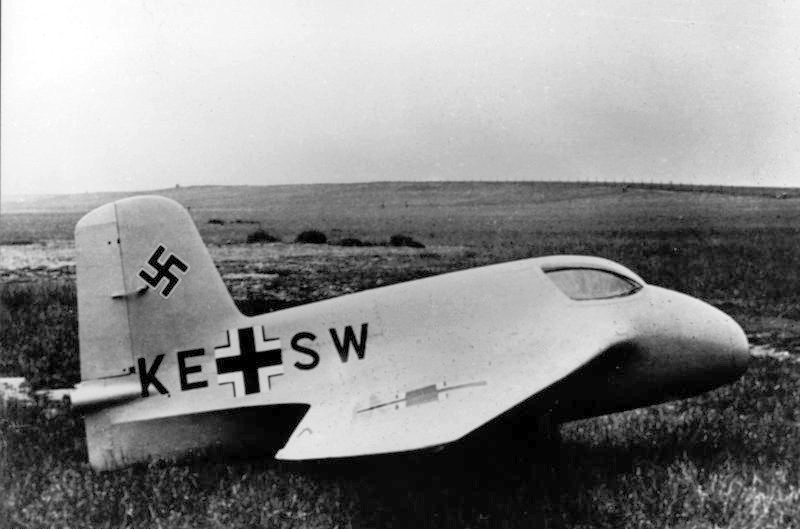
Me 163 A V4 прототип, 1941

Ме-163 мав рідинний двигун, у який подавався 80% перекис водню та рідкий каталізатор (розчин перманганату калію або суміш метанолу, гідразин-гідрату та води). У камері згоряння перекис водню розкладався з утворенням великого об'єму перегрітої паро-газової суміші, утворюючи реактивну тягу.
Після зльоту літак скидав шасі у вигляді візка, а приземлювався на висувну лижу.
Такими літаками озброїли три групи, проте через нестачу пального у воєнних діях змогла взяти участь усього одна група.
Першою готовою до бойових дій ескадрильєю була 20./JG 1, пізніше перейменована в I./JG 400, командир — капітан Роберт Олійник. До кінця війни група базувалася в Віттмунді.
Існував також і навчальний варіант з кабіною на двох пілотів.